# 中町通
中町通（なかまちどおり）は兵庫県神戸市中央区の町名。住居表示実施済区域。現行行政地名は中町通二丁目から中町通四丁目。
郵便番号は650-0027。

## 地理
中央区南西部に位置する。国道28号の南、神戸高速鉄道高速神戸駅付近にあたる。商業地域で事務所ビル・商店・集合住宅が建ち並ぶ。
北西の国道428号（有馬街道）以東から北東にかけ多聞通、北東から南東にかけ相生町、南東で古湊通、南西で兵庫区新開地、北西の国道428号以西で兵庫区西多聞通と隣接する。

## 歴史
鉄道建設のため福原町、相生町などの住民の移転先として兵庫と神戸の間にある坂本村南部（仲町部）を市街地造成して成立した。
はじめ兵庫津、明治5～7年の間兵庫1番組、明治12年（1879年）より神戸区、明治22年（1889年）より神戸市、昭和6年（1931年）より同市湊東区、昭和20年（1945年）より同市生田区、昭和55年（1980年）より同市中央区に所属。はじめ六丁目まで、昭和20年より4丁目まで、昭和55年より二～四丁目。明治中期～昭和6年までは「兵庫」を冠称して兵庫中町通と呼ばれていた。
町名は仲町部の中でも多聞通と相生町の大路（西国街道）に挟まれた部分であるからだという。明治5年・7年の県布達や明治16年の『兵庫県八部郡地誌』には「中町通」、明治10年の『兵庫神戸地図』や明治41年の『市勢調査顛末』には仲町通とあり、併用されていたが次第に「中町通」に統一された。

### 沿革
- 明治4年（1871年）：仲町部の市街地造成に着手。
- 明治5年（1872年）：新町名付けられる。
- 明治6年（1873年）：11月、工事完成。
- 明治7年（1874年）：坂本村、宇治野村・兵庫町の一部を編入。
- 明治12年（1879年）：仲町戸長役場設置。翌年第2戸長役場と改称し、後に上橘通四丁目へと移転。
- 昭和20年（1945年）：五・六丁目が兵庫区中町西通一～二丁目となり、四丁目までとなる。
- 昭和43年（1968年）：神戸高速鉄道開業、高速神戸駅設置。
- 昭和55年（1980年）：一丁目が多聞通一～五丁目・相生町一～五丁目・古湊通一～二丁目となり、多聞通一～六丁目・古湊通一～二丁目・相生町一～五丁目の各一部を編入し二～四丁目となる。

## 人口統計
- 平成17年国勢調査（2005年10月1日現在）での世帯数237、人口423、うち男性189人、女性234人[2]。
- 昭和63年（1988年）の世帯数177・人口404[3]。
- 昭和35年（1960年）の世帯数145・人口603[3]。
- 大正9年（1920年）の世帯数727・人口3,771[3]。
- 明治25年（1892年）の戸数845・人口3,925[3]。

## 施設
二丁目
- チサンホテル神戸
- 日本生命神戸駅前ビル